# Heliotropium ophioglossum
Heliotropium ophioglossum är en strävbladig växtart som beskrevs av John Ellerton Stocks och James Edward Tierney Aitchison. Heliotropium ophioglossum ingår i Heliotropsläktet som ingår i familjen strävbladiga växter. Inga underarter finns listade i Catalogue of Life.